# Søren Larsen Meldgaard
Søren Larsen Meldgaard (4. september 1850 – 27. august 1894) var husflidsmand, lærer og sløjdskoleforstander.
Han blev født på en gård i Paarup i Assing Sogn i Hammerum Herred i Midtjylland som søn af gårdmand Lars Jensen og hustru Johanne Cathrine Christensdatter. Ved dåben 29. september 1850 er han kun døbt Søren Larsen, så Meldgaard er formentlig fødegårdens navn. Som barn vogtede han kvæg og blev især grebet af huggehusarbejdet. Som ung videreførte han interessen for husflid, bl.a. under et højskoleophold og i regi af Dansk Husflidsselskab.
Som folkeskolelærer indførte han husflidsarbejder som skolefag fra ca. 1880 i de friskoler, hvor han var lærer omkring dette tidspunkt, hvor skolesløjd endnu ikke fandtes.
Efter et sløjdkursus på Otto Salomons sløjdskole på godset Nääs øst for Göteborg i Sverige, som var et centrum for den nye sløjdbevægelse, gik Meldgaard fuldt og helt ind for sløjd som skolefag og som afløser for husfliden. — Inden for husfliden står produktet, den udfærdigede genstand, i centrum, hvorimod det inden for sløjden er selve processen, det drejer sig om; og som en sløjdmand engang har sagt, kunne man godt smide produktet væk, hvis det ikke lige var, fordi børnene gerne ville have det med hjem, for det er den pædagogiske proces, der er formålet. —
I efteråret 1882 indførte Meldgaard Nääs-sløjd på den skole, hvor han var lærer i Nykøbing Mors.
I skolernes sommerferie i 1883 etablerede Søren Meldgaard sammen med en anden husflidsmand, lærer Jens Torp, der også havde været på sløjdkursus på Nääs, det første sløjdlærerkursus i Danmark.
I 1886 flyttede Meldgaard på opfordring fra forstander Ludvig Schrøder på Askov Højskole til Askov, hvor Meldgaard for egen regning købte en grund og fik opført de første bygninger af Askov Sløjdlærerskole, der fra 1974 er videreført som Sløjdhøjskolen i Esbjerg.
Den 27. august 1894 døde Søren Meldgaard af lungetuberkulose, en lidelse der 17 år tidligere havde fået ham til at afbryde læreruddannelsen på Gedved Seminarium efter 1. del, idet lægerne havde spået, at han ville dø inden 14 dage. Han ligger begravet på Malt kirkegård.

## Søren Meldgaards CV
- 1850 født i Pårup i Assing Sogn i Hammerum Herred ved Herning
- elev på Hammerum Højskole
- lærer i Filskov ved Sønder Omme
- 1875 seminarieelev på Gedved Seminarium (afbrudt uddannelsen efter første del pga. sygdom)
- deltaget i kurser under Dansk Husflidsselskab
- 1879 friskolelærer i Nørre Nissum (med husflid som fag)
- 1881 privatskolelærer i Nykøbing Mors (med husflid som fag)
- 1882 gennemgået 5-ugers sløjdkursus på Nääs gods ved Göteborg i Sverige
- 1882 efterår: indført »Nääs-sløjd« på sin skole i Nykøbing Mors (og optændt af sløjd-idéen)
- 1883 ledede Meldgaard og husflidslærer Jens Torp det første sommerferiekursus i sløjd for danske lærere i 4 uger med 14 deltagere og med økonomisk støtte fra Dansk Husflidsselskab
- 1884 andenlærer ved folkehøjskolen i Jebjerg i Salling (med sløjd som fag)
- 1886 grundlagt »Husflids- og Sløjdskolen i Askov«, senere kendt som Askov Sløjdlærerskole
- 1887 Meldgaards andet ophold på Nääs
- 1890 Meldgaards tredje ophold på Nääs i to uger
- 1894 Meldgaard døde 27. august, men ledede aktivt sløjdskolen fra sygesengen til det sidste; hans enke solgte sløjdskolen til overtagelse ved årsskiftet